# Pseudaletia trifolii
Pseudaletia trifolii är en fjärilsart som beskrevs av Butler 1882. Pseudaletia trifolii ingår i släktet Pseudaletia och familjen nattflyn. Inga underarter finns listade i Catalogue of Life.